# Keep of Kalessin
Keep of Kalessin es una banda de metal extremo originaria de Trondheim, Noruega formada en 1993. La primera formación del grupo consistía en Ghash como vocalista, Obsidian C. en guitarras y teclados, Warach en bajo, y Vyl como batería. Con esta formación publicaron dos álbumes: Through Times of War en 1997, y Agnen: A Journey Through the Dark en 1999, antes de separarse. Más tarde, Obsidian C. colaboró en vivo con Satyricon, pero en 2003 utilizó el nombre Keep of Kalessin para grabar el EP Reclaim. En 2006 reformó el grupo con una nueva formación y publicaron su tercer álbum de estudio, Armada. A comienzos de 2008 fueron de gira con Behemoth y Dimmu Borgir. Su cuarto álbum, Kolossus, fue publicado el 6 de junio de 2008. El nombre de la banda procede del libro Terramar de Ursula K. Le Guin, donde Kalessin es el nombre de un dragón".
Keep of Kalessin fue nominado a los premios Spellemann en 2008 en la categoría de mejor álbum de metal. En 2010, la banda participó en el concurso Melodi Grand Prix para representar a Noruega en Eurovisión. 

## Biografía
Keep of Kalessin se formó en Trondheim en 1993 como el proyecto musical de un único miembro, Obsidian Claw. Dos años más tarde, se unieron a Keep of Kalessin el vocalista Ghâsh, el bajista Warach y el batería Vyl, que junto a Obsidian, como guitarrista y teclista fueron la primera formación de Keep of Kalessin.
En 1997 la banda publicó su primera grabación, la demo Skygger av Sorg, que consta únicamente de tres canciones en noruego. Ese mismo año lanzaron su primer álbum de estudio, Through Times of War, que fue bien recibido por los fanes del black metal y que contiene canciones en inglés y en noruego.
En el 2001, Keep f Kalessin participó en el álbum tributo a Mayhem Originator of Northern Darkness versionando la canción "Buried By Time And Dust".
A diferencia de otras bandas de black metal, el sonido de Keep of Kalessin está más orientado hacia un estilo más técnico y unos aullidos más melódicos por parte del vocalista. Otro dato importante es que a diferencia de las bandas de black metal noruego tradicional, la banda agrega a su repertorio instrumentos como el piano, teclados y sintetizadores. Ellos comenzaron a experimentar con un nuevo sonido que vio la luz después de que Obsidian C., el líder de la banda, reclutara a nuevos integrantes como Thebon, Wizziac y Vyl para el álbum Armada en el 2006, el cual es el sucesor de Reclaim (2003). Antes de Reclaim, la banda poseía un carácter muy frío y oscuro debido a la diferencia en los integrantes de la banda en el pasado con los actuales. La antigua alienación rompió filas en el 2000, aunque Obsidian C. aún quería hacer algo con la banda y esa separación no iba a afectar sus intenciones. Él quiso darle a Keep of Kalessin un carácter más desarrollado a su música además de superarse a sí mismo tomando los roles de músico y liricista, pero la banda aún necesitaba un baterista que pudiera mantener ese ritmo que caracterizaba a la banda pero no pudo hallarlo por ese momento. Después de tres años, se enteró de que Satyricon necesitaba un guitarrista e inmediatamente Obsidian C. participó en las audiciones y gracias a su habilidosa forma de tocar ganó el puesto, compitiendo con otros 30 guitarristas que también audicionaron. Después de eso se puso en contacto con el baterista de Satyricon, Frost.
Obsidian C. nunca renunció a la idea de continuar con Keep of Kalessin y tan pronto como Frost escuchó su material, sin dudar dijo que si a la oferta que Obsidian C. le propuso de tocar la batería para su nuevo EP. Como nuevo guitarrista de Satyricon, Obsidian C. salió de gira con ellos y esto le hizo posible contactarse con Attila Csihar para que fuera el vocalista de su nuevo EP. Con esta nueva alineación, Keep of Kalessin grabó y lanzó Reclaim y poco después este trabajo introdujo a la banda dentro de la escena del black metal noruego. Pero esta alineación no duró mucho tiempo debido a los distanciamientos que había entre ellos aunque eso no fue impedimento para que Obsidian C. continuara con su ideal de llevar a Keep of Kalessin a las masas. Aún como miembro de Satyricon salió de gira con ellos por mucho tiempo y en ese lapso descubrió que la mejor manera de promover su banda era salir de gira con ella. Poco tiempo después, se puso en contacto con Vyl quien ya había formado parte de la banda antes de su rompimiento en el 2000. Ahora, la banda solo necesitaba un vocalista y preferiblemente, un bajista también. Es entonces cuando Thebon (Voz) y Wizziac (Bajo) se integran a la banda.
La banda, junto con Torstein Parelius - quuien escribió las letras del EP Reclaim - comenzó los preparativos para grabar su siguiente álbum al cual acordaron titular Armada y al cual le tomó dos años estar listo. Estos sucesos elevaron a la banda hacia uno de los más altos puesto dentro de la escena del black metal noruego y finalmente la banda poseía una alineación duradera más prometedora que las anteriores.
Con la misma alineación, la banda grabó en el 2007 su nuevo álbum titulado Kolossus el cual lanzaron el verano del 2008, demostrando que la banda había mejorado sonido superando aún a su álbum anterior, Armada el cual fue muy aclamado y tuvo buenas críticas y un buen recibimiento e incluso, este nuevo material atrajo mucho la atención dentro de la escena comercial de Noruega. Esto conllevó a que fueran nominados a un premio Spellemannprisen en la categoría de "metal" en el 2008. En Kolossus, la banda comenzó a experimentar con más instrumentos diferentes dándole un estilo único y diferenciable a Keep of Kalessin.
En el 2010, Keep of Kalessin ingresó con una canción en el Melodi Grand Prix, la competencia anual para seleccionar a la banda que entraría a Eurovision Song Contest, la cual será transmitida en Noruega, convirtiéndose así en la primera banda de heavy metal que participa en ese tipo de competiciones. La banda tocó su nueva canción, "The Dragontower", en la primera de las tres semifinales y avanzando hacia la "Gran Final de Oro", donde la banda quedó en tercer lugar, decidido de acuerdo a la votación del jurado.

## Polémica por la salida de su vocalista y nueva formación para la banda
En 2013 la banda  lanzó una nueva canción titulada “Introspection”  junto con un video musical. Notablemente ausente del video estuvo el cantante Torbjørn "Thebon" Schei;La banda emitió un comunicado explicando que el cantante se había perdido en la jungla africana durante los últimos 5 meses. No hemos sabido nada de él en 5 meses, dijo el  miembro fundador Arnt “Obsidian C.” Grønbech sobre el asunto. Se fue a Sudáfrica con su novia y no dio señales de vida ni respuestas a nuestros mensajes. En lugar de esperar, solo teníamos que seguir adelante y comencé a probar las voces en el estudio yo mismo, y me di cuenta de que mis voces estaban lejos de ser malas. Siempre he sido la fuerza impulsora de la banda y descubrí que era más fácil si me las arreglaba para manejar las voces de ahora en adelante en lugar de reemplazar a Thebon con otra persona. La peor parte de esto, por supuesto, será hacer tanto las voces como las guitarras en vivo, pero en realidad todo es cuestión de práctica. ¡Ahora sentimos que este es el camino a seguir y que la banda es, de hecho, más fuerte que nunca!”.
Tras el lanzamiento del video, el vocalista  Torbjørn "Thebon" Schei, regresó y emitió una contradeclaración:“No estaba perdiendo en la selva, fui a estudiar y relajarme durante tres meses y no escuché nada de la banda en ese tiempo. Recibí un mensaje sobre una reunión de la banda hace una semana, pero no respondí porque estaba preocupado con otros proyectos y estaban decidiendo si quería continuar con KOK. Hoy leo en una nota de prensa que han grabado música nueva, e incluso hecho un video, y me despidieron en público en el Inferno Festival. Claramente, esto prueba que han tomado su decisión sobre mí hace bastante tiempo. Este tipo de lealtad y amistad es exactamente es una de las razones por las que he estado considerando dejar la banda desde hace bastante tiempo. Les deseo lo mejor.
Con el nuevo disco. Epistemology, es más variado, la banda  mostró la nueva cara de Keep Of Kalessin: la nueva configuración como trío implico un proceso de composición diferente y un cambio en la dinámica del directo, y tener un nuevo frontman significo que hay nuevas posibilidades creativas. La química recién descubierta ayudo a Keep Of Kalessin a reinventarse y llegar más lejos. Epistemology  solo fue  el primer paso de un nuevo viaje.
Epistemology también fue una forma de que Keep Of Kalessin involucrara a su base de fans en el proceso creativo, ya que la obra de arte es en realidad el trabajo de uno de sus fans, elegido a través de un concurso de Facebook. Obsidian C. confeso que encontró el proceso colaborativo particularmente interesante. Desde el lanzamiento de Epistemology en 2015, la banda entró en un largo receso en espera de una próxima producción musical.

## 2023 Regreso de la Banda
En 2023 KEEP OF KALESSIN regresa con un nuevo trabajo musical, luego de 8 años de ausencia. Titulado  Katharsis , el nuevo álbum de la banda noruega de black/death metal melódico es la continuación de  Epistemology de 2015 , su lanzamiento fue programado para el 24 de marzo de 2023, a través de Morningstar Music y Back On Black Records. El nuevo álbum marcará el segundo disco de larga duración con el guitarrista/Vocalista, Arnt *Obsidian* Gronbech al frente de la banda y el  bajista Robin*Wizziac*Isaksen, mientras que  Wanja 'Nechtan' Groeger  se une a la banda en la batería. 

## Miembros
| Nombre                  | Alias         | Actividad                    | Instrumento                   |
| ----------------------- | ------------- | ---------------------------- | ----------------------------- |
| Arnt Ove Gronbech       | Obsidian Claw | 1993 - 2000, 2003 – presente | Guitarra, teclado y vocalista |
| Robin Isaksen           | Wizziac       | 2004 – presente              | Bajo                          |
| Wanja Groeger           | Nechtan       | 2023– presente               | Batería                       |
| Miembros anteriores     |               |                              |                               |
|                         | Ghâsh         | 1994 – 2000                  | Voz                           |
| Øyvind Westrum          | Warach        | 1995 – 2000                  | Bajo                          |
| Attila Csihar           |               | 2003 – 2004                  | Voz                           |
|                         | Kesh          | 2003 - 2004                  | Bajo                          |
| Kjetil Vidar Haraldstad | Frost         | 2003 - 2004                  | Batería                       |
| Torbjørn Schei          | Thebon        | 2004 – 2013                  | Voz                           |
| Vegard Larsen           | Vyl           | 1995 - 2000, 2004 – 2022     | Batería                       |

## Discografía

### Álbumes de estudio
| Fecha de lanzamiento  | Título                            | VG Lista |
| --------------------- | --------------------------------- | -------- |
| 27 de abril de 1997   | Through Times of War              |          |
| agosto de 1999        | Agnen: A Journey Through the Dark |          |
| 27 de marzo de 2006   | Armada                            |          |
| 6 de junio de 2008    | Kolossus                          | 19       |
| 10 de mayo de 2010    | Reptilian                         | 2        |
| 16 de febrero de 2015 | Epistemology                      |          |
| 24 de marzo de 2023   | Katharsis                         |          |